# Леонардо Бреша
Леонардо Бреша е италиански художник от епохата на Ренесанса. 
Той е роден и твори във Ферара, регион Емилия-Романя, Италия. Работи със Себастиано Филипи. Той рисува Успение Богородично за църквата „Джезу“, римокатолическа църква, издигната от Йезуитския орден, разположена на малкия площад „Торкуато Тасо“ на улица „Виа Борголеони“ във Ферара. Рисува още Благовещение и Възкресение. 